# Afrocamilla elongata
Afrocamilla elongata är en tvåvingeart som beskrevs av Barraclough 1997. Afrocamilla elongata ingår i släktet Afrocamilla och familjen gnagarflugor. Inga underarter finns listade i Catalogue of Life.